# اقتصاد منابع طبیعی

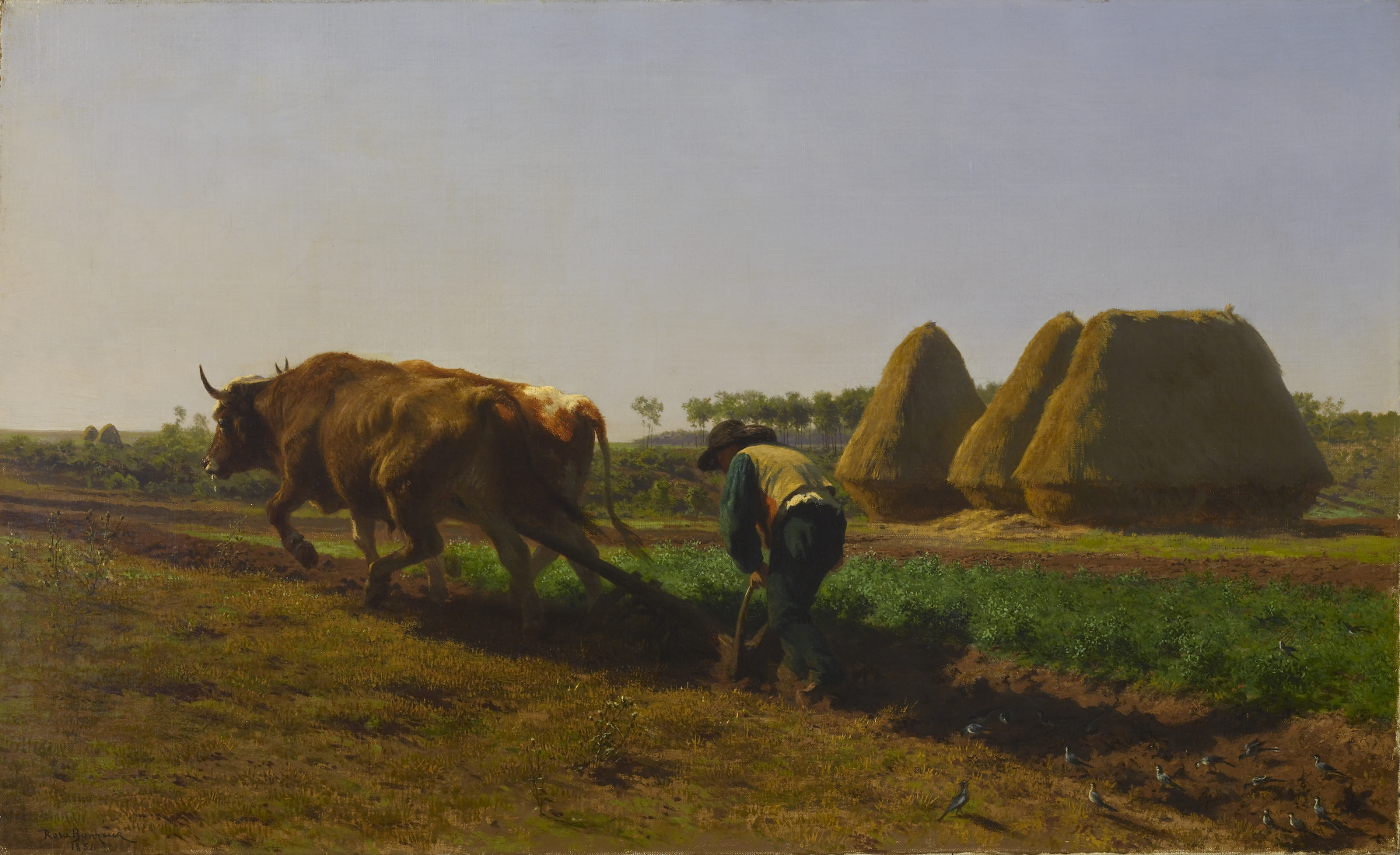
شخم زدن با گاو

اقتصاد منابع طبیعی (به انگلیسی: Natural resource economics) به عرضه، تقاضا، و تخصیص منابع طبیعی زمین می‌پردازد. یکی از اهداف اصلی اقتصاد منابع طبیعی، رسیدن به درک بهتر از نقش منابع طبیعی در اقتصاد است تا بتوانیم از این طریق، در مدیریت این منابع به روش‌هایی پایدارتر دست یابیم و از بقای آن‌ها برای نسل‌های بعدی اطمینان حاصل کنیم. اقتصاددانان در این شاخه از علم اقتصاد، اثرات متقابل میان سیستم‌های اقتصادی و طبیعی را با هدف دستیابی به یک اقتصاد پایدار و کارآمد، مطالعه می‌کنند.

## چهارچوب‌های مورد بحث
اقتصاد منابع طبیعی یک حوزۀ فرارشته‌ای در تحقیقات آکادمیک اقتصادی است که هدف آن نشان دادن ارتباط و وابستگی میان فعالیت‌های اقتصادی انسان و اکوسیستم‌های طبیعی است. در این رشته بررسی می‌شود که با توجه به محدودیت‌های اکولوژیک منابع طبیعی، کارکرد اقتصاد باید چگونه باشد. اقتصاد منابع رشته‌های مختلفی را از علوم طبیعی و علوم انسانی به هم پیوند می‌دهد. مدل‌های اقتصادی که منابع طبیعی را به عنوان ورودی در نظر می‌گیرند، باید به گونه‌ای تغییر کنند که ویژگی‌های خاص این منابع در نظر گرفته شود. موضوعات معمول دانشگاهی این رشته شامل مدل‌های ماهی‌گیری، مدل‌های جنگل‌داری و مدل‌های استخراج مواد معدنی می‌شد. اگرچه در سالیان اخیر، منابع دیگری همچون هوا، آب، اقلیم جهانی، و به‌ طور کلی منابع «زیست‌محیطی» روز به روز در عرصهٔ سیاست‌گذاری اهمیت بیشتری پیدا کرده‌اند.
امروزه توجه آکادمیک و سیاست‌گذاری، فراتر از بهره‌برداری بهینهٔ منابع سه‌گانه (ماهی، جنگل، مواد طبیعی) است و مدیریت دیگر منابع طبیعی هم حائز اهمیت است. به عنوان مثال، منظره‌های طبیعی و استفادهٔ تفریحاتی از آنان نیز جزو منابع طبیعی به حساب می‌آیند. وجود چنین مناظری حتی در محاسبهٔ سطح رفاه اجتماعی نیز می‌تواند وارد شود.
بخش اقتصادی و سیاست‌گذاری این رشته بر جنبه‌های انسانی مشکلات زیست‌محیطی تمرکز دارند. مباحث معمول اقتصاد منابع طبیعی و اقتصاد محیط زیست این موارد را شامل می‌شود: دولت رفاه، استفاده از زمین، کنترل آلودگی، استخراج منابع، ارزش‌گذاری غیربازاری، فرسودگی منابع، پایداری، مدیریت زیست‌محیطی، و سیاست‌گذاری زیست‌محیطی. چند نمونه از موضوعات تحقیقاتی نیز شامل این موارد است: اثرات زیست‌محیطی کشاورزی، حمل و نقل و شهرنشینی، استفاده از زمین در کشورهای فقیر، تجارت بین‌الملل و محیط زیست، تغییرات اقلیمی، و پیشرفت‌های روش‌شناختی در ارزش‌گذاری غیربازاری.
قاعدهٔ هتلینگ (Hotelling's rule) یک مدل اقتصادی دربارهٔ مدیریت منابع تجدیدناپذیر است که در سال ۱۹۳۸ میلادی توسط هارولد هتلینگ (Harold Hotelling) ارائه شد. این مدل با ثابت در نظر گرفتن شرایط اقتصادی نشان می‌دهد که برای منابع تجدیدناپذیر و افزون‌ناپذیر، بهره‌برداری بهینه به چه صورت خواهد بود. در این مدل یک قیمت خالص یا بهرینهٔ هتلینگ (Hotelling rent) تعریف می‌شود که باید هر سال مطابق نرخ بهره افزایش یابد و این افزایش نشان‌دهندهٔ کمیاب شدن منبع مورد نظر است. در نتیجهٔ این افزایش بهرینه (و به تبع آن افزایش قیمت)، یک مسیر قیمت برای سال‌های مختلف به دست می‌آید که شیب صعودی دارد. منابع مواد غیرارگانیک (مواد معدنی) به ندرت افزون‌ناپذیر در نظر گرفته می‌شود، چرا که اکثر این منابع می‌توانند توسط بازیافت افزوده شوند یا این که از مواد جایگزین به جای آن‌ها استفاده شود.
افزون بر قاعدهٔ هتلینگ، در قاعدهٔ هارتویک (Hartwick's rule) نشان داده می‌شود در اقتصادی که از منابع تجدیدناپذیر استفاده می‌شود پایداری رفاه جامعه به چه صورت خواهد بود.